# 당진시의회
당진시의회는 충청남도 당진시 지역을 관할하는 기초의회이다.